# Kogam (przystanek kolejowy)
Kogam (kaz. Қоғам; ros. Когам) – przystanek kolejowy w miejscowości Karaganda, w obwodzie karagandyjskim, w Kazachstanie. Położony jest na linii Astana – Szu, na trasie Nowego Jedwabnego Szlaku.